# ۶۰۴ (قمری)
۶۰۴ (قمری)، ششصد و چهارمین سال در گاهشماری هجری قمری است. اول محرم این سال برابر با ۲۸ ژوئیه سال ۱۲۰۷ میلادی است.

## زادگان
- ۶ ربیع‌الاول - مولوی : از شاعران و عارفان مشهور ایرانی.